# No Thank You
No Thank You (stilisiert als NO THANK YOU) ist das fünfte Studioalbum der britischen Rapperin Little Simz. Es erschien am 12. Dezember 2022 unter dem Label Forever Living Originals und wird vertrieben von AWAL Recordings.

## Vorgeschichte und Veröffentlichung
2021 erschien das Album Sometimes I Might be Introvert, das sehr positive Kritiken erhielt. Sometimes I Might Be Introvert erhielt außerdem mehrere britische Musikpreise (Mercury Prize, MOBO Award, Libera Award for best Hip-Hop/Rap Record). 2022 spielte Little Simz eine Konzerttour in Europa, musste eine Tour in den Vereinigten Staaten jedoch aufgrund von finanzieller Schwierigkeiten absagen.
No Thank You erschien am 12. Dezember 2022 digital. Eine Vinyl- und CD-Ausgabe folgte am 16. Juni 2023. Das Album durchlief keine Promo-Phase und erschien untypischerweise an einem Montag. Little Simz hatte die Existenz des Projekts erst am 6. Dezember 2022 publik gemacht, anfangs ohne ein genaues Veröffentlichungsdatum zu nennen. Das genaue Veröffentlichungsdatum gab Little Simz – die sich in der Veröffentlichungszeit des Album auf ihrer Konzerttour in Europa befand – erst zwei Tage vor der Albumveröffentlichung publik. Es gab keine vorher veröffentlichten Singles oder Musikvideos. Am 16. Dezember 2022 erschien schließlich ein 11-minütiger, aufwändig produzierte Clip in dem Little Simz fünf Albumsongs performt.
Während alle vorherigen Little Simz Projekte auf ihrem eigenen Label 101 Age Music erschienen, erschien No Thank You auf dem Label Forever Living Originals, das dem Freund und Produzenten des Albums, Inflo, gehört. Neben Inflo als Produzent wirkte außerdem die Soul- und Gospelsängerin Cleo Sol mit, die mehrere Gesangsparts hinzusteuerte. Der Vertrieb erfolgt über AWAL Recordings, das zu Sony Music Entertainment gehört.

## Titelliste
| Nr.          | Titel          | Länge |
| ------------ | -------------- | ----- |
| 1.           | Angel          | 5:52  |
| 2.           | Gorilla        | 4:05  |
| 3.           | Silhouette     | 6:33  |
| 4.           | No Merci       | 5:17  |
| 5.           | X              | 6:04  |
| 6.           | Heart on Fire  | 3:58  |
| 7.           | Broken         | 7:29  |
| 8.           | Sideways       | 2:10  |
| 9.           | Who Even Cares | 4:37  |
| 10.          | Control        | 3:47  |
| Gesamtlänge: | Gesamtlänge:   | 49:56 |

## Themen

### Musikindustrie
Vielfach wird das Album als Little Simz Abrechnung mit der Musikindustrie betrachtet. In den Texten fordert Little Simz Emanzipation von der Musikindustrie und kritisiert diese, weil sie ihre Künstler schlecht behandle und nicht anständig bezahle.

„Yeah, i refuse to be on a slave ship / Give me all my masters and lower your wages“

„Ja, ich weigere mich, auf einem Sklavenschiff zu sein / Gebt mir meine Master[rechte] und verkleinert eure Löhne“

Bloß einige Wochen vor Verleihung des Mercury Prize hat sich Little Simz außerdem von ihrem langjährigen Manager Rob Swerdlow getrennt. Mehrere Rezensenten merkten außerdem an, dass Little Simz auf dem gleichnamigen Song „No Merci“ nicht französisch, sondern englisch ausspricht. Aus „Nein danke“ wird damit „keine Gnade“, möglicherweise direkt an die Musikindustrie gerichtet.

„"Everybody here getting money off my name / Irony is, I'm the only one not getting paid"“

„Jeder hier verdient Geld mit meinen Namen / Die Ironie ist, ich bin die Einzige, die nicht bezahlt wird“

### Rassismus und Mental Health
Rassismus und – damit verbunden – Mental Health Themen (etwa Traumas) bieten einen weiteren Themenschwerpunkt des Albums. Insbesondere auf den Songs X und Broken widmet sich Simz dieser Thematik, teilweise auch anhand von persönlichen Geschichten. Sie kritisiert, dass das Thema Mental Health insbesondere in der schwarzen Community noch nicht verbreitet sei.

„Under all the eyes and the pressure and the scrutiny / Why is mental health a taboo in the Black community?“

„Vor all den Augen, unter dem Druck und der Überprüfung / Warum ist Mental Health ein Tabu in der schwarzen Community?“

## Produktion
No Thank You wurde komplett von Little Simz' Kindheitsfreund Inflo produziert. Beide hatten bereits auf vorherigen Projekten miteinander kooperiert, etwa auf Sometimes I Might Be Introvert (2021) oder Grey Area (2019). Rezensenten sehen in der Produktion neben Hip-Hop auch Anleihen aus anderen Genres, etwa R & B, Soul, Gospel und Klassik. Mehrere Rezensenten wiesen außerdem auf orchestrale Elemente hin, die dem Werk eine Dramatik verschafften.

## Rezeption

### Rezensionen
No Thank You wurde sowohl in Deutschland als auch international breit rezipiert und erhielt positive Kritiken.
Anastasia Hartleib (Laut.de) schrieb, Little Simz nutze ihr Ausnahme-Talent dazu, selbst „persönlichste Buisness-Details so lyrisch zu schleifen, dass zeitlose Poesie dabei entsteht“. Produzent Inflo beherrsche sein Handwerk und sei einfühlsam, ihr den benötigten Raum auf den Beats zu lassen; die Produktion sei mit filmreifer Orchesterdramatik aber auch „sanften und organischen Bassläufen“ ein „wahrer Gaumenschmaus für die Ohren“. Das Album sei – selbst wenn man der Kritik an der Musikindustrie nicht zustimme – wahnsinnig unterhaltsam und beweise, dass Little Simz zu den besten Lyrikern unser Zeit gehöre. Die Rezensentin vergab vier von fünf möglichen Sternen.
No Thank You klingt – findet Jonas Wagner (Süddeutsche Zeitung) – wie die konsequente Weiterentwicklung des latent aufwieglerischen Vorgängers, Sometimes I Might Be Introvert. Im Gegensatz zu seinem Vorgänger sei No Thank You auf die Dramatik bezogen jedoch schlanker, wohldosierter, ausgereifter und insgesamt stimmiger. Little Simz gehöre bereits seit mehreren Jahren zu den technisch-versiertesten Rappern. Auch auf ihrem neuen Album rappe sie mühelos und mit hoher Geschwindigkeit dazu noch mit „irre[r] Lässigkeit“. Aus der Wut gegen die Musikindustrie sei – so der Rezensent – Little Simz bestes Album bisher entstanden.
Im Gegensatz zum Vorgänger sei No Thank You nicht minder bedeutungsvoll, aber lässiger, meint Julia Lorenz (Musikexpress.de). Das Album verweigere sich jedem Vereinnehmungsversuch und sei manchmal „ostentativ low key“. No Thank You verhalte sich zu Sometimes Might Be Introvert wie Kendrick Lamars schmales DAMN zum Vorgänger To Pimp A Butterfly.

### Charts und Chartplatzierungen
No Thank You konnte sich eine Woche in den deutschen Albumcharts platzieren und belegte dabei Rang elf in der Chartwoche vom 23. Juni 2023. Darüber hinaus belegte das Album in der gleichen Chartwoche Rang fünf der deutschen Hip-Hop-Charts. In der Schweiz stieg das Album erstmals am 18. Dezember 2022 für eine Woche in die Charts ein und erreichte dabei zunächst Rang 80. Am 25. Juni 2023 platzierte es sich nochmals eine Woche und erreichte dabei mit Rang 41 seine beste Platzierung. In den britischen Albumcharts platzierte sich No Thank You eine Woche und erreichte dabei Rang 40 am 23. Juni 2023.
Im Vereinigten Königreich ist es für Little Simz nach Grey Area (2019) und Sometimes I Might Be Introvert (2021) das dritte Chartalbum, in Deutschland und der Schweiz nach Sometimes I Might Be Introvert das Zweite. In Deutschland konnte sich bis dato kein Album von ihr besser platzieren, Sometimes I Might Be Introvert erreichte zuvor Rang 24.
| ChartsChartplatzierungen     | Höchstplatzierung | Wochen |
| ---------------------------- | ----------------- | ------ |
| Deutschland (GfK)            | 11 (1 Wo.)        | 1      |
| Schweiz (IFPI)               | 41 (2 Wo.)        | 2      |
| Vereinigtes Königreich (OCC) | 40 (1 Wo.)        | 1      |

## Belege
1. ↑  Shaad D'Souza, Laura Snapes: Mercury prize: Little Simz wins for Sometimes I Might Be Introvert. In: The Guardian. 18. Oktober 2022, ISSN 0261-3077 (theguardian.com [abgerufen am 23. Mai 2023]).
2. ↑  Shaad D'Souza: Little Simz and Knucks share best album prize as Mobo winners announced. In: The Guardian. 30. November 2022, ISSN 0261-3077 (theguardian.com [abgerufen am 23. Mai 2023]).
3. ↑  Paul Grein: Japanese Breakfast, Arlo Parks & More Win Big at 2022 A2IM Libera Awards (Full List). In: Billboard. 17. Juni 2022, abgerufen am 23. Mai 2023 (amerikanisches Englisch).
4. ↑  Dalia Ahmed: Little Simz mischt das Hip-Hop-Business auf. In: topos.orf.at. Abgerufen am 23. Mai 2023.
5. ↑  Little Simz Gigography, Tour History & Past Concerts – Songkick. 20. Mai 2023, abgerufen am 23. Mai 2023 (englisch).
6. ↑  Little Simz: No Thank You (CD) – jpc. Abgerufen am 16. Oktober 2023.
7. ↑  Little Simz: No Thank You (Clear Vinyl) (2 LPs) – jpc. Abgerufen am 26. Mai 2023.
8. ↑  Little Simz kündigt neues Album NO THANK YOU an. In: Musikexpress. 9. Dezember 2022, abgerufen am 23. Mai 2023 (deutsch).
9. ↑  Little Simz veröffentlicht neues Album NO THANK YOU über Nacht – hier im Stream. In: Musikexpress. 12. Dezember 2022, abgerufen am 23. Mai 2023 (deutsch).
10. ↑  Daniel Kreps: Little Simz Reveals New Album 'No Thank You' Is Arriving Very, Very Soon. In: Rolling Stone. 10. Dezember 2022, abgerufen am 23. Mai 2023 (amerikanisches Englisch).
11. 1 2  Süddeutsche Zeitung: „No Thank You“ von Little Simz: Wut tut gut. 19. Dezember 2022, abgerufen am 23. Mai 2023.
12. ↑  Little Simz zeigt Kurzfilm zu neuem Album NO THANK YOU. In: Musikexpress. 19. Dezember 2022, abgerufen am 23. Mai 2023 (deutsch).
13. ↑  NO THANK YOU. In: YouTube. Abgerufen am 23. Mai 2023.
14. ↑  Alba Wilczek: Little Simz haut ein Überraschungsalbum raus – und es ist eine reine Abrechnung. In: br.de. 12. Dezember 2022, abgerufen am 23. Mai 2023.
15. 1 2 3  Jonas Wagner: „No Thank You“ von Little Simz: Wut tut gut. In: Süddeutsche Zeitung. 19. Dezember 2022, abgerufen am 23. Mai 2023.
16. 1 2  Ellen Köhlings, Pete Lilly: Little Simz: "No Thank You" –Wut & Würde. In: Westdeutscher Rundfunk. 2. Januar 2023, abgerufen am 24. Mai 2023.
17. ↑  No Thank You. In: open.spotify.com. Abgerufen am 23. Mai 2023.
18. ↑  Katie Hind: Rap star Little Simz axed her manager before winning Mercury Prize. In: dailymail.co.uk. 23. Oktober 2022, abgerufen am 24. Mai 2023 (englisch).
19. 1 2  Julia Lorenz: Review: Little Simz - NO THANK YOU. In: Musikexpress. 19. Dezember 2022, abgerufen am 26. Mai 2023.
20. ↑  Alexis Petridis: Little Simz: No Thank You review – righteous anger and restless experiments. In: The Guardian. 12. Dezember 2022, ISSN 0261-3077 (theguardian.com [abgerufen am 24. Mai 2023]).
21. ↑  Will Pritchard: Little Simz: NO THANK YOU. In: pitchfork.com. Abgerufen am 24. Mai 2023 (amerikanisches Englisch).
22. 1 2  Anastasia Hartleib: Abrechnung mal anders. In: laut.de. Abgerufen am 24. Mai 2023.
23. 1 2 3  Little Simz – No Thank You (Album). In: offiziellecharts.de. GfK Entertainment, abgerufen am 29. Oktober 2023.
24. ↑  Little Simz – No Thank You (Hip-Hop). In: offiziellecharts.de. GfK Entertainment, abgerufen am 29. Oktober 2023.
25. 1 2 3  Little Simz – No Thank You. In: hitparade.ch. Hung Medien, abgerufen am 29. Oktober 2023.
26. 1 2 3  Little Simz – No Thank You. In: officialcharts.com. Official Charts Company, abgerufen am 29. Oktober 2023 (englisch).